# Gonicoelus championi
Gonicoelus championi is een keversoort uit de familie houtskoolzwamkevers (Biphyllidae). De wetenschappelijke naam van de soort werd in 1900 gepubliceerd door David Sharp, die de soort vernoemde naar George Charles Champion.